# Branty
Branty je přírodní rezervace poblíž obce Malá Losenice v okrese Žďár nad Sázavou v nadmořské výšce 600–620 metrů. Oblast spravuje AOPK ČR, RP Správa CHKO Žďárské vrchy. Důvodem ochrany jsou mokřadní louky s výskytem vstavačovitých.